# Alžběta Bášová

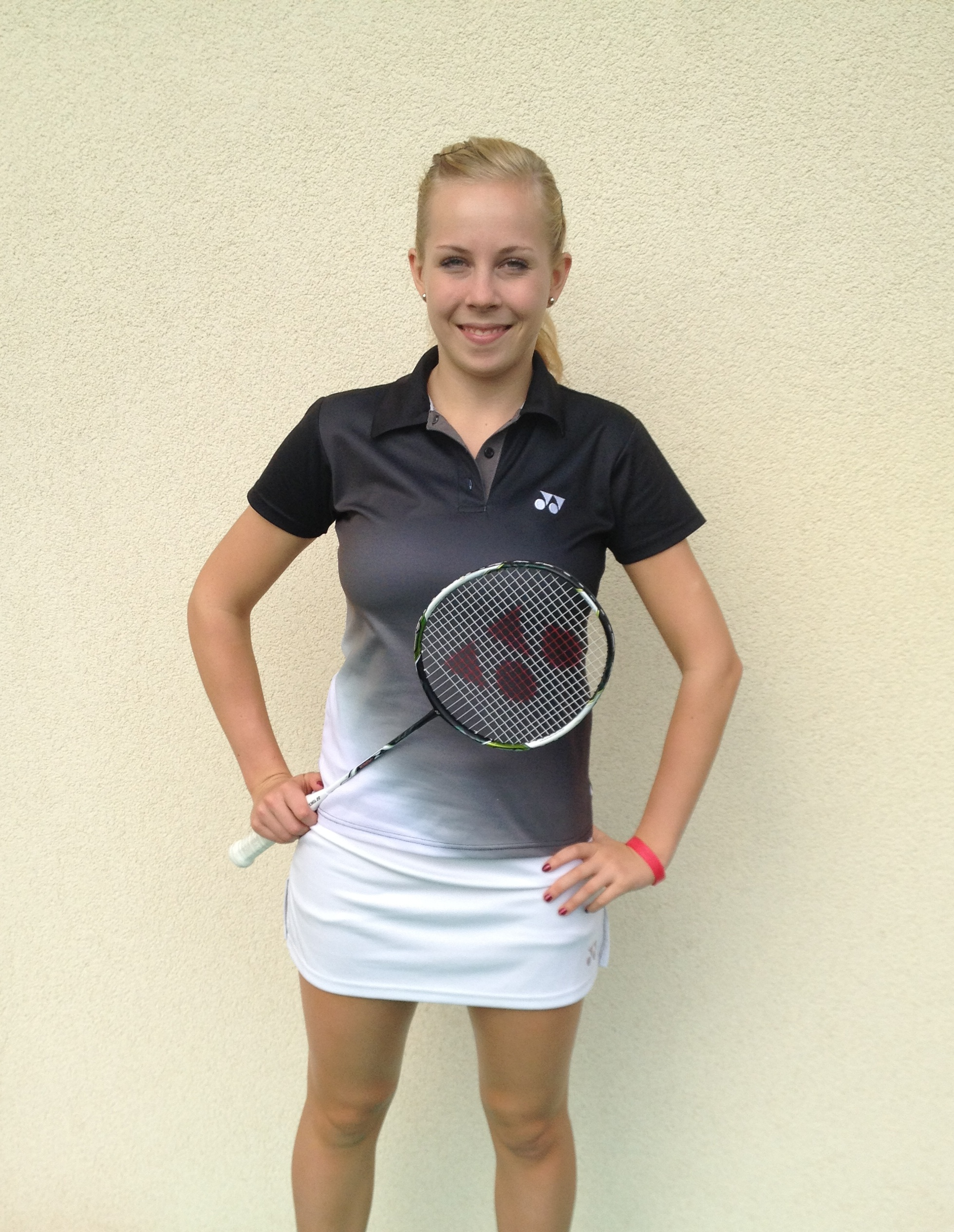
Alžběta Bášová 2012

Alžběta Bášová (* 22. Oktober 1993 in Hradec Králové) ist eine tschechische Badmintonspielerin.

## Leben
Bášová ist die Tochter des ebenfalls als Badmintonspieler erfolgreichen Ehepaares Ludmila Bášová und Petr Báša. 2008 erfolgten für Alžběta Bášová erste Berufungen in die Tschechische Juniorennationalmannschaft. Im Folgejahr startete die erst 15-Jährige in der Nationalmannschaft der Erwachsenen. Ihr Debüt gab sie bei den Czech International im Mixed, wo sie mit dem Indonesier Rizki Kurniawan nach gewonnenem ersten Satz und 10:0-Führung in Satz zwei doch noch im Viertelfinale ausschied. 2010 wurde sie mit 16 Jahren jüngste tschechische Meisterin aller Zeiten. Sie gewann die Mixedkonkurrenz gemeinsam mit Jakub Bitman. Drei Wochen nach dem Titelgewinn erkämpfte sie sich mit dem tschechischen Damenteam Rang 7 bei den Mannschaftseuropameisterschaften. 2011, 2012 und 2013 siegte sie national erneut im Mixed.
Alžběta Bášová lebt in Hradec Králové.

## Sportliche Erfolge
| Veranstaltung                          | Saison | Disziplin   | Platz | Name |
| -------------------------------------- | ------ | ----------- | ----- | --- |
| Tschechische Juniorenmeisterschaft U13 | 2004   | Damendoppel | 9     | Alžběta Bášová / Tereza Jechová                                                                                      |
| Tschechische Juniorenmeisterschaft U13 | 2004   | Mixed       | 2     | Alžběta Bášová / Milan Ludík                                                                                         |
| Tschechische Juniorenmeisterschaft U13 | 2005   | Damendoppel | 9     | Alžběta Bášová / Tereza Jechová                                                                                      |
| Tschechische Juniorenmeisterschaft U13 | 2006   | Damendoppel | 3     | Alžběta Bášová / Kateřina Hejdrychová                                                                                |
| Tschechische Juniorenmeisterschaft U13 | 2006   | Dameneinzel | 5     | Alžběta Bášová |
| Tschechische Juniorenmeisterschaft U13 | 2006   | Mixed       | 9     | Matěj Šváb / Alžběta Bášová                                                                                          |
| Puchar Gor Swietokrzyskich U15         | 2006   | Dameneinzel | 9     | Alžběta Bášová |
| Puchar Gor Swietokrzyskich U15         | 2006   | Mixed       | 2     | Matěj Šváb / Alžběta Bášová                                                                                          |
| Tschechische Juniorenmeisterschaft U15 | 2007   | Damendoppel | 9     | Alžběta Bášová / Kateřina Hejdrychová                                                                                |
| Tschechische Juniorenmeisterschaft U17 | 2007   | Dameneinzel | 9     | Alžběta Bášová |
| Tschechische Juniorenmeisterschaft U17 | 2007   | Mixed       | 5     | Matěj Šváb / Alžběta Bášová                                                                                          |
| Tschechische Juniorenmeisterschaft U17 | 2008   | Dameneinzel | 5     | Alžběta Bášová |
| Tschechische Juniorenmeisterschaft U17 | 2008   | Mixed       | 9     | Matěj Šváb / Alžběta Bášová                                                                                          |
| Victor Junior Cup Berlin U15           | 2008   | Dameneinzel | 1     | Alžběta Bášová |
| Victor Junior Cup Berlin U15           | 2008   | Damendoppel | 1     | Alžběta Bášová / Kateřina Hejdrychová                                                                                |
| Victor Junior Cup Berlin U15           | 2008   | Mixed       | 2     | Matěj Šváb / Alžběta Bášová                                                                                          |
| HEAD Lausanne Youth International      | 2008   | Damendoppel | 2     | Alžběta Bášová / Kateřina Hejdrychová                                                                                |
| HEAD Lausanne Youth International      | 2008   | Mixed       | 5     | Matija Hranilovič / Alžběta Bášová                                                                                   |
| Olympic hopes U17                      | 2009   | Mannschaft  | 2     | Kateřina Hejdrychová, Vojta Šelong, Adam Mendrek, Alžběta Bášová                                                     |
| Czech International                    | 2009   | Mixed       | 5     | Rizki Kurniawan / Alžběta Bášová                                                                                     |
| Czech International                    | 2009   | Damendoppel | 9     | Šárka Křížková / Alžběta Bášová                                                                                      |
| Victor Junior Cup Berlin U17           | 2009   | Dameneinzel | 2     | Alžběta Bášová |
| Victor Junior Cup Berlin U17           | 2009   | Damendoppel | 2     | Alžběta Bášová / Kateřina Hejdrychová                                                                                |
| Victor Junior Cup Berlin U17           | 2009   | Mixed       | 2     | Štěpán Weinzettl / Alžběta Bášová                                                                                    |
| Tschechische Juniorenmeisterschaft U17 | 2009   | Damendoppel | 3     | Alžběta Bášová / Kateřina Hejdrychová                                                                                |
| Tschechische Juniorenmeisterschaft U17 | 2009   | Dameneinzel | 9     | Alžběta Bášová |
| Tschechische Juniorenmeisterschaft U17 | 2009   | Mixed       | 9     | Adam Mendrek / Alžběta Bášová                                                                                        |
| Slovak International                   | 2009   | Damendoppel | 5     | Šárka Křížková / Alžběta Bášová                                                                                      |
| Slovak International                   | 2009   | Dameneinzel | 9     | Alžběta Bášová |
| Slovak International                   | 2009   | Mixed       | 9     | Jiří Provázník / Alžběta Bášová                                                                                      |
| European U17 Championships             | 2009   | Mannschaft  | 9     | Vojtěch Šelong, Adam Mendrek, Štěpán Weinzettl, Kateřina Hejdrychová, Kateřina Krejčová, Lucie Černá, Alžběta Bášová |
| European U17 Championships             | 2009   | Mixed       | 9     | Vojtěch Šelong / Alžběta Bášová                                                                                      |
| European U17 Championships             | 2009   | Damendoppel | 33    | Kateřina Hejdrychová / Alžběta Bášová                                                                                |
| Croatian International                 | 2010   | Mixed       | 5     | Jakub Bitman / Alžběta Bášová                                                                                        |
| Croatian International                 | 2010   | Damendoppel | 9     | Šárka Křížková / Alžběta Bášová                                                                                      |
| Tschechische Juniorenmeisterschaft     | 2010   | Damendoppel | 1     | Alžběta Bášová / Kateřina Hejdrychová                                                                                |
| Tschechische Juniorenmeisterschaft     | 2010   | Dameneinzel | 5     | Alžběta Bášová |
| Tschechische Juniorenmeisterschaft     | 2010   | Mixed       | 3     | Tomáš Skála / Alžběta Bášová                                                                                         |
| Tschechische Meisterschaft             | 2010   | Mixed       | 1     | Jakub Bitman / Alžběta Bášová                                                                                        |
| Badminton-Europameisterschaft          | 2010   | Mannschaft  | 7     | Kristína Ludíková, Alžběta Bášová, Lucie Havlová, Zuzana Pavelková                                                   |
| Tschechische Meisterschaft             | 2011   | Mixed       | 1     | Jakub Bitman / Alžběta Bášová                                                                                        |
| Slovak International                   | 2012   | Mixed       | 1     | Jakub Bitman / Alžběta Bášová                                                                                        |
| Tschechische Meisterschaft             | 2012   | Mixed       | 1     | Jakub Bitman / Alžběta Bášová                                                                                        |
| Tschechische Meisterschaft             | 2013   | Mixed       | 1     | Jakub Bitman / Alžběta Bášová                                                                                        |
| Slovak International                   | 2013   | Mixed       | 1     | Jakub Bitman / Alžběta Bášová                                                                                        |